# Calle de Prim (San Sebastián)
La calle de Prim es una vía pública de la ciudad española de San Sebastián.

## Descripción

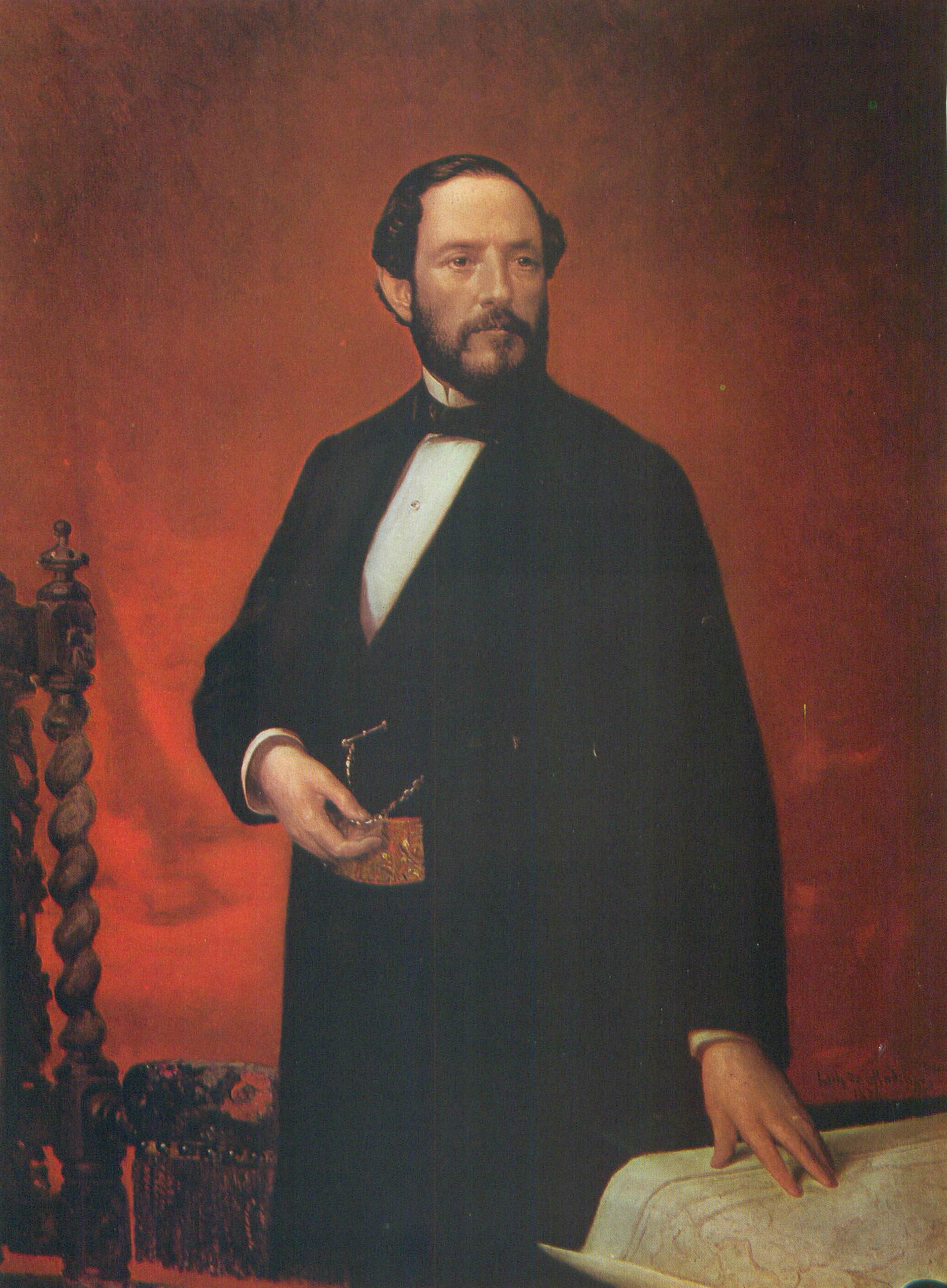
Juan Prim y Prats da nombre a la calle

La vía, que ostenta el título actual desde finales del siglo XIX, nace de la calle de San Martín, donde entronca con la de Vergara, y discurre hasta llegar a la plaza del Centenario. Tiene cruces con las calles de Valentín Olano, de Urdaneta, de Larramendi, de Moraza y de Pedro Egaña. Honra con el título a Juan Prim y Prats (1814-1870), militar y político liberal que llegaría a ser presidente del Consejo de Ministros y que intercedió para avanzar hacia el derribo de la muralla que rodeaba a San Sebastián. La calle aparece descrita en Las calles de San Sebastián (1916) de Serapio Múgica Zufiria con las siguientes palabras:

Calle de Prim.—Ya se sabe el interés con que San Sebastián trabajó durante muchos años para conseguir el derribo de las murallas, alcanzando éxito tan anhelado por Reales Ordenes de Abril de 1863 e igual mes de 1864. Tan pronto como se obtuvo la autorización pedida, el primer acto del Ayuntamiento fué consignar en acta la gratitud a que eran acreedoras las personas que habían coadyuvado a tan importante resolución, y asi se hizo en sesión de 4 de Mayo de 1864.

Entre los personajes que allí se citan, se halla el General Prim, de quien se dice lo siguiente: «El bizarro General Marqués de los Castillejos a quien se debe que como Director General del ramo de Ingenieros, hubiese instruido el expediente conduciéndole a la terminación favorable que ha tenido». Algunos años más tarde, en sesión de 10 de Febrero de 1890, se presentó una moción por el Concejal Benigno Arrizabalaga, pidiendo que se levantara una estatua a Prim. Pasó el asunto a una Comisión especial y no obtuvo resolución alguna. Se sustituyó, sin duda, la estatua, por el nombre de la calle.

D. Juan Prim y Prast, nació en Reus el 6 de Diciembre de 1814 y fué asesinado villanamente en la Calle del Turco en Madrid, en la noche del 27 de Diciembre de 1870, al dirigirse en carruaje desde el Congreso de los Diputados al Palacio de Buenavista, donde residía como Ministro de la Guerra.
(Múgica Zufiria, 1916, p. 103)